# Gabsheim
La municipalité de Gabsheim (Hesse rhénane) est un village-rue de l'arrondissement d'Alzey-Worms, en Rhénanie-Palatinat (Allemagne).

## Communes voisines
- Bechtolsheim
- Biebelnheim
- Schornsheim
- Undenheim
- Wörrstadt

## Présentation
Gabsheim est situé en Hesse rhénane. Ses vignobles ont été mentionnés, pour la première fois en 770 avec une donation à l'abbaye et Altenmünster de Lorsch. D'autres donations sont connues dans les années 771, 772, 774, 776, 781, 782 et 790.

## Bâtiments, Places et autres Monuments
- Église dédiée à Alban de Mayence (1164 affirmée par Lucius III en possession de Abbaye Saint-Alban devant Mayence)
  - dalle funéraire de famille Dalberg et chevaliers de Bube von Geispitzheim respectivement Fetzer von Geispitzheim.

## Le vin de Gabsheim
Les vins dorés des crus Dornpfad, Kirchberg et Rosengarten et aussi les Großlage Mainzer Domherr (capitulaire) sont connus au-delà des frontières de la région.

## Armoires
Coupé d'argent et de gueules, en chef trois fleurs de lys d'azur, en pointe une tête de pelle d'argent posée en fasce, la pointe à sénestre.